# Масовий ефект
Масовий ефект — це перенаселення середовища існування особинами одного виду. Термін запропонував Грассі. Масовий ефект має негативні наслідки для тварин. Досліди Т. Парка на малому борошняному хрущакові показали, що існує щільність популяції, за якою число яєць, які відкладає самка, досягає максимуму. А далі плодючість зменшується. У борошні накопичуються екскременти, токсичні виділення. Збільшується термін личинкової стадії. Може з'явитись канібалізм. Це і є прояв масового ефекту. Р. Чепман (США) назвав його ефектом самообмеження.
| Екологія | Це незавершена стаття з екології. Ви можете допомогти проєкту, виправивши або дописавши її. |